# Норвеј (Мичиген)
Норвеј (Мичиген) (енгл. Norway) град је у америчкој савезној држави Мичиген. По попису становништва из 2010. у њему је живело 2.845 становника.

## Демографија
Према попису становништва из 2010. у граду је живело 2.845 становника, што је 114 (3,9%) становника мање него 2000. године.
| Група             | 2000.         | 2010.         |
| Белци             | 2.871 (97,0%) | 2.737 (96,2%) |
| Афроамериканци    | 0 (0,0%)      | 1 (0,0%)      |
| Азијати           | 2 (0,1%)      | 5 (0,2%)      |
| Хиспаноамериканци | 23 (0,8%)     | 40 (1,4%)     |
| Укупно            | 2.959         | 2.845         |